# Matinsaari (ö i Norra Savolax)
Matinsaari är en ö i Finland. Den ligger i sjön Koivujärvi och i kommunen Pielavesi i den ekonomiska regionen  Övre Savolax ekonomiska region  och landskapet Norra Savolax, i den centrala delen av landet, 400 km norr om huvudstaden Helsingfors. Öns area är 6,3 hektar och dess största längd är 0,5 kilometer i sydöst-nordvästlig riktning.